# Diderik Fuiren (1621-1656)
 Der er flere personer med dette navn, se Didrik Fuiren.
Diderik Fuiren (latiniseret som Theodorus Fuiren) (1621-1656) studerede jura og statsvidenskab. Han ledsagede Thomas Bartholin på en del af dennes udenlandsrejser.
På hans gravmonument i Trinitatis Kirke i København læser man:
D. O. M. S. Memoriæ Amplissimi Viri Theodori Fuiren, Georg. Fil. Qui peragratis Germania, Hungaria. Gallia, Italia, Sicilia, Norvegia, Melita, Belgio ... tandem in Patria Deo Animam Piam, Terræ Exuvias A. Chr. MDCLVI reddidit. Natus Annos XXXV.
Han var far til godsejeren Diderik Fuiren.